# Cookstown (distrikt)
Cookstown (iriska: An Chorr Chríochach) var ett distrikt i Nordirland. Distriktet låg i grevskapen Londonderry och Tyrone. Huvudort var Cookstown.
I samband med en distriktsreform i Nordirland 1 april 2015 slogs distrikten Cookstown, Dungannon and South Tyrone och Magherafelt samman till distriktet Mid Ulster. 

## Städer
- Cookstown
- Moneymore